# Benedetto Caetani iuniore
Benedetto Caetani iuniore (auch Bendetto Gaetani iuniore; * um 1250; † 13. oder 14. Dezember 1296) war ein römisch-katholischer Kardinal.

## Leben
Benedetto Caetani wurde um die Mitte des 13. Jahrhunderts geboren. Er war der Sohn von Giovanni Caetani, dessen Bruder Bendetto Caetani seit 1294 Papst Bonifatius VIII. war. Dem Einfluss seines gleichnamigen Onkels verdankte er vermutlich seine nur lückenhaft bekannte Karriere in der römisch-katholischen Kirche.
Dokumentiert ist, dass er am 12. August 1286  Kanoniker des Domkapitels von Anagni, dem Feudalbesitz der Familie Caetani war. Des Weiteren war er zu dem Zeitpunkt Kanoniker in Bayeux und besaß Präbende in Chalons-sur-Marne. Zudem war er Kanoniker in Arras. Später erhielt er das Archidiakonat Pincerais in der Diözese Chartres, über dessen Einkünfte er später mit einem gewissen Corrado da Milano in Streit geriet.
In einem vermutlich nach der Papstwahl seines Onkels am 23. Januar 1295 abgehaltenen Konsistorium wurde Benedetto Caetani zum Kardinaldiakon von Santi Cosma e Damiano ernannt. Seine Ernennung muss wahrscheinlich vor den Kardinalsernennungen durch Bonifatius VIII. am 15. Mai 1295 erfolgt sein. Am 21. Juni des gleichen Jahres ist er jedenfalls als Kardinal urkundlich nachgewiesen.
Aus seiner Tätigkeit als Kardinal sind nur wenige marginale Dinge bekannt. So belehnte er ein aus Todi stammendes Familienmitglied mit Ländereien im Bistum Agnani. Im August 1295 erwarb er zudem einen Wehrturm in der Nähe der Kirche Santi Cosma e Damiano in Rom. Ihm zugesprochene Missionen in Frankreich sind dagegen historisch nicht belegt.
Er starb am 13. oder 14. Dezember 1296. Sein Tod wurde vom Papst bitter betrauert, der einige Zeit zuvor seinen Bruder Roffredo verloren hatte. Er wurde in der Kapelle des Heiligen Bonifatius IV. im Petersdom begraben. Im 17. Jahrhundert wurden seine sterblichen Überreste in den Vatikanischen Grotten, neben seinem päpstlichen Onkel, beigesetzt.